# Derek Tennell
Derek Wayne Tennell (12 febbraio 1964) è un ex giocatore di football americano statunitense che ha militato nel ruolo di tight end nella National Football League (NFL).

## Carriera

### Seattle Seahawks
Tennell fu scelto dai Seattle Seahawks nel corso del settimo giro (185º assoluto) del Draft NFL 1987. Fu svincolato l'8 settembre.

### Cleveland Browns
Nel 1987, dopo che i giocatori scioperarono nella terza settimana della stagione, quelle gare furono cancellate e furono ingaggiati dei giocatori di riserva. Tennell fu uno di essi, unendosi ai Cleveland Browns. Fu il tight end titolare durante lo sciopero e venne tenuto in squadra anche per il resto della stagione. Fu la riserva di Ozzie Newsome e giocò principalmente negli special team. 
Nella stagione 1988 disputò come titolare 3 gare facendo registrare 9 ricezioni per 88 yard e un touchdown. Fu svincolato l'11 dicembre 1989.

### San Francisco 49ers
Nella stagione 1990 Tennell firmò con i San Francisco 49ers ma fu svincolato il 31 agosto.

### Detroit Lions
Il 26 aprile 1991, Tennell firmò come free agent con i Detroit Lions, prima di venire svincolato il 26 agosto. In seguito firmò nuovamente, scendendo anche in campo nella finale della National Football Conference contro i Washington Redskins. Fu svincolato il 31 agosto 1992.

### Minnesota Vikings
Il 28 settembre 1992 Tennell firmò come free agent con i Minnesota Vikings, dopo che il titolare Mike Tice si infortunò. Il 3 novembre fu svincolato dopo avere disputato 3 partite.

### Dallas Cowboys
Il 29 dicembre 1992 firmò come free agent con i Dallas Cowboys per sostituire come tight end sui blocchi Alfredo Roberts, che si era infortunato al ginocchio nell'ultima gara della stagione contro i Chicago Bears. Nella vittoria nei playoff per 34-10 contro i Philadelphia Eagles segnò un touchdown. Fu parte della squadra che vinse il Super Bowl XXVII.

### Minnesota Vikings
Il 21 aprile 1993, Tennell rifirmò come free agent con i Minnesota Vikings. Fu svincolato il 2 agosto 1994.

## Palmarès
- Super Bowl : 1

Dallas Cowboys: XXVII
- National Football Conference Championship: 1

Dallas Cowboys: 1992